# 粗毛藤
粗毛藤（学名：Cnesmone mairei）为大戟科粗毛藤属下的一个种。

## 扩展阅读
- 維基物種上的相關：粗毛藤